# Олга
Олга је руско и словенско женско име, настало од староскандинавског имена Хелга. Користи се у Русији, Украјини, Белорусији, Бугарској, Чешкој, Грчкој и на Кипру, Грузији, Летонији, Литванији, Финској, Пољској, Мађарској, Румунији, Србији, Западној Европи и Латинској Америци. Ово име може да има значење благословена, света; успешна.
Имендани (Света Олга Кијевска): Бугарска, Пољска, Чешка, Грчка и Француска – 11. јул, Словачка – 23. јул, Украјина, Русија – 24. јул, Мађарска – 27. јул.
Мушки еквивалент је Олег.

## Људи

### Кијевска Русија
- Света Олга Кијевска (890–969), намесница Кијевске Русије и жена Игора Кијевског

### Руска царска породица
- Олга Николајевна од Русије (1822–1892), друга ћерка Николаја И од Русије, супруга Карла И, краља Виртемберга
- Олга Фјодоровна (1839–1891), супруга руског великог кнеза Михаила Николајевича
- Олга Константиновна (1851–1926), краљица супруга Ђорђа И, краља Грчке; је владао као краљица регентица Грчке 1920
- Олга Александровна (1882–1960), сестра руског Николаја II
- Олга Николајевна (1895–1918), најстарија ћерка руског Николаја II
- Олга Андрејевна Романова (р. 1950), унука цара Николаја II

### Остало краљевство и племство
- Олга Карађорђевић (1903–1997), унука краља Ђорђа I од Грчке и супруга кнеза Павла од Југославије
- Принцеза Олга, војвоткиња од Апулије (рођена 1971), принцеза Грчке и праунука Олге, краљице Грчке
- Бароница Олга Вадимовна фон Рут (1901 – непозната), руска племкиња, певачица и сценска глумица
- Олга Иљинична Уљанова (1871–1891), руска племкиња и сестра Владимира Лењина